# 후지와라촌
후지와라촌(藤原村)은 오이타현 하야미군에 존재했던 촌이다. 현재의 히지정의 북부에 위치한다.

## 역사
- 1875년 - 하야미군 기타후지와라촌, 미나미후지와라촌이 합병해 후지와라촌이 성립하였다.
- 1889년 4월 1일 - 정촌제 시행에 의해 하야미군 후지와라촌이 단독촌제를 시행하였다
- 1954년 3월 31일 - 도요오카정, 가와사키촌, 오가촌과 합병해 히지정이 성립하여, 동일 후지와라촌은 폐지되었다.

## 교통

### 철도
일본국유철도 닛포 본선이 촌내에 지나가지만 역은 소재하지 않았다.

### 도로
- 국도 제10호선

## 참고문헌
- 角川日本地名大辞典 44 大分県